# Arnebia densiflora
Arnebia densiflora là loài thực vật có hoa trong họ Mồ hôi. Loài này được (Nordm.) Ledeb. mô tả khoa học đầu tiên năm 1847.